# الکانتارا، رامبلان
الکانتارا، رامبلان (به لاتین: Alcantara, Romblon) یک سکونتگاه مسکونی در فیلیپین است که در رومبلون واقع شده‌است.

## خصوصیات
الکانتارا ۶۰٫۱۲ کیلومترمربع مساحت و ۱۵٬۴۲۸ نفر جمعیت دارد.